# Ландсбергис-Жямкальнис, Габриелюс
Габрие́люс Ла́ндсбергис-Жя́мкальнис (Габриэлюс Ландсбяргис-Жямкальнис, лит. Gabrielius Landsbergis-Žemkalnis, 21 января 2 февраля 1852, д. Биржяляй, ныне Паневежский район — 28 августа 1916, Вильна) — русский и литовский драматург, театральный деятель, публицист, активный участник литовского национального возрождения; отец архитектора Витаутаса Ландсбергиса-Жямкальниса.

## Биография
Настоящая фамилия Ландсбергис; Жямкальнис — её перевод, использовавшийся сначала как литературное имя. Родился в польскоязычной дворянской семье немецкого происхождения. Учился в гимназии в Шавлях и в училище телеграфистов в Риге.
С 1871 года служил на телеграфе в Москве; вольным слушателем изучал право в Московском университете. В 1878 году работал в Крыму. В 1884 году вернулся в Литву и обосновался в Йонишкелисе. Принимал участие в распространении запрещённой литовской печати. С 1890 года начал сотрудничать в «Варпасе» („Varpas“), «Укининкасе» („Ūkininkas“), позднее в газетах «Вильняус жиниос» („Vilniaus žinios“) и «Вильтис» („Viltis“).
В 1894 году был выслан в Харьков. Потом некоторое время жил в Москве. В 1895 году избрал себе псевдоним Жямкальнис. В 1902 году был арестован и выслан в Смоленск.
По возвращении в Литву в 1904 году в Вильне работал администратором в газете «Вильняус жиниос» („Vilniaus žinios“), участвовал в деятельности литовского кружка любителей драмы, был одним из учредителей общества «Вильняус канклес» („Vilniaus kanklės“, 1905). Организацией литовской любительской театральной жизни занимался также позднее в Ковне (с 1908 года) и позже в Шавлях. В 1915 году вернулся в Вильну.
Похоронен на кладбище Расу в Вильнюсе.

## Литературная деятельность

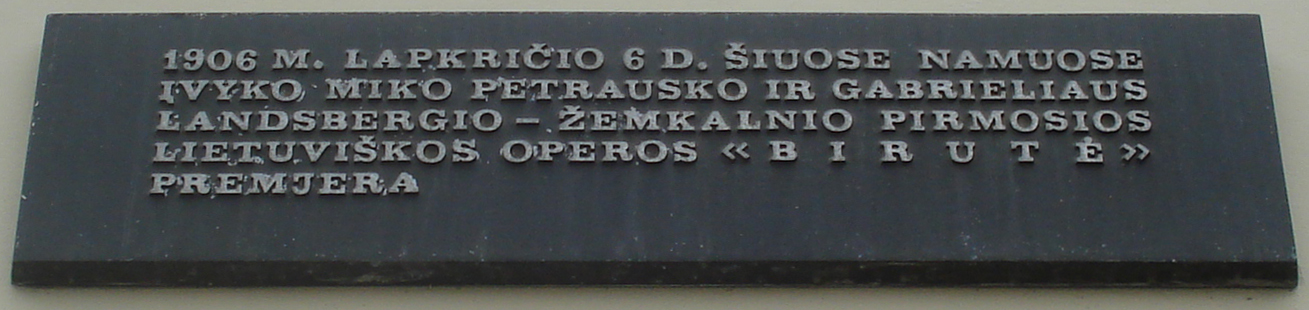
Мемориальная таблица на здании бывшего Городского здания на улице Островоротной в Вильне (ныне Литовская национальная филармония,), где 6 ноября 1906 года состоялась премьера первой литовской оперы «Бируте»

В печати выступал с публицистикой, критикуя полонизировавшуюся шляхту, смешанные браки. В 1890—1903 годах опубликовал ряд дидактических прозаических произведений, написанных большей частью в форме диалога. Автор драмы о жмудском разбойнике середины XIX века „Blinda, svieto lygintojas (žemaičių razbaininkas)“ (1908). Историческая драма о Бируте (Birutė), весталке, взятой в жёны сыном Гедимина Кейстутом и ставшей матерью Витовта Великого „Birutė“ (1906) основана на балладе Сильвестраса Валюнаса „Biruta“.
В свою очередь сюжет драмы Ландсбергиса-Жямкальниса использован в первой литовской опере Микаса Петраускаса «Бируте». Стал одним из первых литовских комедиографов, написав комедии „Pagavo!“, „Jurgis Durnelis“, комедии для детей „Tarnaitė pamokė“ (1908).